# Club León Femenil
Actualités
Dernière mise à jour : 28 décembre 2024.
Le Club León Femenil, plus couramment appelé Club León, est un club de football féminin mexicain basé à León.

## Histoire
Lorsqu'en décembre 2016 est annoncée la création d'une ligue professionnelle de football féminin au Mexique, le Club León, fondé en 1944, recrute officiellement pour former une section féminine professionnelle.
Le club joue son premier match officiel le 29 juillet 2017 pour le premier championnat féminin du Mexique contre Santos Laguna, le match se solde par une défaite 1 à 2.
L'équipe évoluera souvent en milieu du tableau, elle jouera sa meilleure saison lors du tournoi de clôture 2019 où elle termine à la 7e place et jouera les quarts de finale du championnat battue par les championnes en titre du Club América.
Lors du tournoi de clôture 2024 le club égalera sa performance de 2019, avec une 7e place puis sera de nouveau éliminé lors des quarts de finale.